# Hugo René Rodríguez
Hugo René Rodríguez Corona (* 14. März 1959 in Torreón, Coahuila) ist ein ehemaliger mexikanischer Fußballspieler, der meistens im Mittelfeld und gelegentlich im Angriff eingesetzt wurde.

## Leben

### Verein
Rodríguez begann seine Profikarriere in der Saison 1975/76 bei seinem Heimatverein CF Laguna, bei dem er bis zu dessen Rückzug aus dem Profifußball am Saisonende 1977/78 blieb. Der Verein hatte seine Erstligalizenz an Deportivo Neza veräußert und Rodríguez spielte bei diesem Verein in dessen erster Erstligasaison 1978/79, bevor er zum CF La Piedad und wiederum ein Jahr später zum Club Atletas Campesinos wechselte. Erst mit Deportivo Toluca fand er wieder einen Arbeitgeber, bei dem er mehrere Jahre unter Vertrag stand. 

### Nationalmannschaft
Der geborene Lagunero kam in zwei Spielen der mexikanischen Nationalmannschaft gegen El Salvador (5:1) am 15. Februar 1978 und Bulgarien (3:0) am 4. April 1978 zum Einsatz. Er gehörte auch zum mexikanischen WM-Kader 1978, musste sich dort aber mit der Rolle des Reservisten begnügen.